# Immagini del vostro amore
Immagini del vostro amore è la nona raccolta degli Stadio, pubblicata dalla EMI Music Italy il 18 novembre 2013 per il download in formato digitale e su CD (catalogo 602537609055), anticipata dal singolo Immagini del nostro amore (2013).

## Il disco
La raccolta contiene due inediti, duetti con Noemi e Saverio Grandi, una collaborazione con i Solis String Quartet e un remix.
Tutti i brani, eccetto gli inediti, sono stati risuonati e rimasterizzati.

## I brani
Inediti
- Tutto con te
- Immagini del nostro amore - Pubblicato precedentemente solo come singolo.

Rimasterizzazioni
- La mia canzone per te
Inedito, collaborazione con i Solis String Quartet. Versione originale in Diluvio universale.
- La promessa - Duetto con Noemi. Versione originale in Diamanti e caramelle.
- Poi ti lascerò dormire - Versione originale in Diamanti e caramelle.
- La ragazza col telefonino - Versione originale in Donne & colori.
- Mi vuoi ancora - Versione originale in L'amore volubile.
- Equilibrio instabile
Inedito, remix di Davide Roveri al Battlebridge studio di Londra. Versione originale in Storie e geografie.
- Sorprendimi - Versione originale in Occhi negli occhi.
- Cortili lontani - Duetto con Saverio Grandi. Versione originale in Diluvio universale.
- Non si accorgerà - Versione originale in Diluvio universale.
- Le mie poesie per te - Versione originale in L'amore volubile.
- Parole nel vento - Versione originale in Parole nel vento.
- Non ti sembra? - Versione originale in Occhi negli occhi.
- Attimo di eternità - Versione originale in Parole nel vento.

## Tracce
Gli autori del testo precedono i compositori della musica da cui sono separati con un trattino.
1. Tutto con te – 3:56 (Francesco Morettini, Saverio Grandi, Luca Angelosanti, Gaetano Curreri) – inedito
2. Immagini del nostro amore – 4:11 (Saverio Grandi, Gaetano Curreri) – inedito
3. La mia canzone per te (feat. Solis String Quartet) – 4:43 (testo: Saverio Grandi – musica: Saverio Grandi, Gaetano Curreri) – inedito
4. Stadio e Noemi – La promessa – 3:42 (testo: Saverio Grandi – musica: Saverio Grandi, Gaetano Curreri)
5. Poi ti lascerò dormire – 3:38 (testo: Saverio Grandi – musica: Saverio Grandi, Gaetano Curreri)
6. La ragazza col telefonino – 3:29 (testo: Roberto Roversi – musica: Andrea Fornili, Gaetano Curreri)
7. Mi vuoi ancora – 5:09 (testo: Saverio Grandi – musica: Saverio Grandi, Gaetano Curreri)
8. Equilibrio instabile (remix) – 5:21 (testo: Saverio Grandi – musica: Saverio Grandi, Gaetano Curreri) – inedito
9. Sorprendimi – 4:10 (testo: Saverio Grandi – musica: Saverio Grandi, Gaetano Curreri)
10. Cortili lontani (feat. Saverio Grandi) – 6:20 (testo: Saverio Grandi – musica: Saverio Grandi, Gaetano Curreri)
11. Non si accorgerà – 4:06 (testo: Alberto Pioppi, Saverio Grandi – musica: Saverio Grandi, Gaetano Curreri)
12. Le mie poesie per te – 4:59 (testo: Andrea Fornili – musica: Giacomo Esposito, Saverio Grandi)
13. Parole nel vento – 4:15 (testo: Saverio Grandi – musica: Saverio Grandi, Gaetano Curreri)
14. Non ti sembra? – 5:23 (testo: Saverio Grandi – musica: Saverio Grandi, Gaetano Curreri)
15. Attimo di eternità – 3:42 (testo: Saverio Grandi – musica: Saverio Grandi, Gaetano Curreri)

## Formazione
Gruppo
- Gaetano Curreri – voce, cori
- Andrea Fornili – chitarre, tastiera, programmazione (eccetto tracce 1 e 2), chitarra elettrica (tracce 1 e 2)
- Roberto Drovandi – basso
- Giovanni Pezzoli – batteria, percussioni

Altri musicisti
- Saverio Grandi – arrangiamento, chitarra acustica, tastiera, pianoforte e programmazione (tracce 1 e 2), voce (traccia 10)
- Solis String Quartet – archi (traccia 3)
- Fabrizio Foschini – tastiera (eccetto tracce 1 e 2)
- Nicolò Fragile – tastiera (eccetto tracce 1 e 2)
- Maurizio Piancastelli – tromba, cori, flicorno, tastiera, percussioni (eccetto tracce 1 e 2)